# Zosteria alpina
Zosteria alpina är en tvåvingeart som beskrevs av Daniels 1987. Zosteria alpina ingår i släktet Zosteria och familjen rovflugor. Inga underarter finns listade i Catalogue of Life.